# الدين في نيجيريا
الدين في نيجيريا، الدين الإسلامي هو أكبر الديانات، والمسيحية هي ثاني ديانة بعد الإسلام، تعد نيجيريا الدولة الأكبر بين دول إفريقيا من حيث عدد المسلمين. إذ إن الإسلام والمسيحية هما الديانتان الرئيسيتان في نيجيري وتعد البلاد موطنًا لبعض أكبر التجمعات السكانية الإسلامية والمسيحية في العالم في الوقت نفسه. لا توجد إحصاءات حديثة موثوقة لذلك؛ ومع ذلك فإن نيجيريا تنقسم تقريبًا إلى نصفين بين المسلمين الذين يعيشون في الغالب في المنطقة الشمالية، والمسيحيين الذين يعيشون في الغالب في المنطقة الجنوبية من البلاد. شهدت الديانات الأصلية مثل ديانات عرقيتي إيجبو ويوروبا تراجعاً على مدى عقود من الزمن، وقد استبدلت بالإسلام أو بالمسيحية. كما أن حصة المسيحيين من سكان نيجيريا تتراجع الآن أيضًا، بسبب انخفاض معدل الخصوبة مقارنة بالمسلمين في البلاد.

## السكان
وفق إحصائيات تعداد السكان النيجيري عام 1963 وهو آخر تعداد سُأل فيه عن الدين، فإن نسبة المسلمين من السكان كانت تُشكل 47.2% تقريبا بينما بلغت نسبة المسيحيين حوالي 34.3% وبلغت نسبة المتبعين لديانات أخرى وغير المتدينين حوالي 18.5% من السكان.
(تقديرات كتاب حقائق العالم عام 2018)
تستند الأرقام الواردة في أحدث إصدار من الموسوعة المسيحية العالمية (جونسون وزورلو 2020) إلى أرقام جرى تجميعها وتحديثها كجزء من قاعدة بيانات المسيحيين العالميين؛ واستنادا إلى هذه الأرقام فإن نسبة المسيحيين 46.3%، والمسلمين 46.2% والأديان العرقية 7.2%، مع توقعات باستمرار نمو عدد المسلمين والمسيحيين حتى عام 2050. ومن المُتوقع أن يشكل المسيحيون في تلك المرحلة 48% من السكان والمسلمون 48.7%، وكلاهما ينمو على حساب الديانات العرقية التي ستصل إلى 2.9% من السكان. وجد بعض الباحثين عام 2008 أن المجلس العالمي للديانة قد يبدو مبالِغا في تقدير الهوية المسيحية وحذّر من ما يبدو أنه قبول غير نقدي للأرقام التي تقدمها الجماعات الدينية عن أعضائها. وقد دُعمت هذه الانتقادات بالأدلة التي وجدها ماكينون عام 2020، والتي أثبتت أن قاعدة بيانات المسيحيين العالميين قد بالغت كثيرا في تقدير نسبة الأنجليكان من السكان. ووفقًا للتقديرات التي نُشرت عام 2018 في كتاب حقائق العالم الصادر عن وكالة المخابرات المركزية الأمريكية، فإن نسبة السكان تنقسم إلى 53.5% من المسلمين و45.9% من المسيحيين (10.6% من الروم الكاثوليك و35.3% من البروتستانت والمسيحيين الآخرين)، و0.6% من الديانات الأخرى. وفي تقرير أصدره مركز بيو للأبحاث في عام 2015، قُدِّر عدد المسلمين بنحو 50% بينما قُدِّر عدد المسيحيين بنحو 48.1%.

## الإسلام
الدين الإسلامي هو الأكثر انتشاراً في نيجيريا، إذ تبلغ نسبة المسلمين حوالي 50% من مجموع السكان غالبيتهم من السنة. يتواجد المسلمون بشكل كبير في شمال نيجيريا، بينما ينتشر المسيحيون في جنوب نيجيريا.
الدين الإسلامي عنصر هام في الثقافة والحياة اليومية للمسلمين في نيجيريا.

## المسيحية
الدين المسيحي ثاني الأديان الأكثر انتشاراً في نيجيريا من حيث عدد السكان، حيث يُشكل أتباعها حوالي 48% من مجموع السكان، من الطوائف: الكاثوليكية والبروتستانتية والإنجيلية.

## المعتقدات التقليدية
لا تزال المعتقدات التقليدية الإفريقية تمارس في بعض مناطق نيجيريا، خاصة في المناطق الريفية.

## أديان أخرى
توجد في نيجيريا بعض الأديان الأخرى، مثل الهندوسية البوذية واليهودية.